# 미하라촌 (후쿠오카현)
미하라촌(御原村)은 후쿠오카현 미이군에 설치되었던 촌이다. 1955년 3월 31일 미하라촌 및 오고리촌, 미쿠니촌, 다테이시촌, 아지사카촌 등 5개 촌이 합병해 오고리정이 신설되고 폐지되었다.